# Rock del Tom Tom
«Rock del Tom Tom» es una canción compuesta e interpretada por el cantante y compositor argentino Johny Tedesco. Fue publicada por RCA el 2 de junio de 1961 como lado B del éxito «Vuelve primavera». Tiene el mérito de ser el primer rock and roll original en castellano, ya que hasta antes de su aparición, las canciones de ese género, en castellano eran covers de canciones originales en inglés.

## Lanzamiento
En 1961, con solo 16 años, es convocado por Ricardo Mejía para hacer una prueba para RCA Víctor. En esa oportunidad cantó Zapatos de gamuza azul y Mujer de cabeza dura (ambos, covers de Elvis Presley). Cuando le pidieron si podía interpretar alguna canción en castellano, este interpretó una canción de su autoría: Rock del Tom Tom. Esta canción fue editada como lado B junto al sencillo Vuelve primavera, canción del grupo mexicano Los Blue Caps, el 2 de junio de 1961. Este sencillo vendió más de medio millón de copias consiguiendo ser disco de oro.
Posteriormente ambas canciones son incluidas en el primer larga duración de Johny «Johny Tedesco en Hollywood».

## La canción
«Rock del Tom Tom» es un rockabilly, definido por su autor como un western swing (eslabón intermedio entre el country de los años 30 y el rock and roll de los 50's). Fue grabada con una guitarra Morgan. La canción, en su composición esta influenciada por Good Rockin’ Tonight (canción del año 1947, grabada por Elvis Presley en 1954, y considerada como primera canción de rock and roll).

## Impacto cultural
Tiene el mérito de ser considerada la primera canción de rock and roll original en idioma español:

Contrapeso histórico en las redes: “Rock del Tom Tom, de Johnny Tedesco, llegó seis años antes que La Balsa”. “En 1961 Johnny Tedesco fue el primer autor de un rock en español”.
Hernan Firpo - Diario Clarín

Vuelve primavera, fue el hit a nivel local. Pero fue con Rock del Tom Tom con el que sería conocido internacionalmente. La canción llegó a toda la zona sur de los Estados Unidos, mientras que en España se convierte en una canción de culto. En el año 2019 Sleazy Records, sello discográfico especializado en géneros como el rockabilly y el rock and roll, publicó en España Rock del Tom Tom, un grandes éxitos con la canción titulando el álbum que sale en formato lp y descarga digital.